# Ian Aspinall
Ian Aspinall (Bolton, Lancashire, Inglaterra, 1961) es un actor británico conocido por su papel en Holby City como Mubbs Hussein entre 2001 y 2005. Ha participado en City Central, The Bill, Silent Witness, Peak Practice y Casualty. También contó con un papel en East is East como Nazir Khan. También fue el actor responsable de acuchillar a Brian Tilsley (el marido de Gail en Coronation Street).